# Neandertal
Neandertal je naziv dijela doline rijeke Düssel u njemačkoj saveznoj državi Sjeverna Rajna-Vestfalija. Nalazi se oko 12 kilometara zapadno od glavnog grada Düsseldorfa. Dolina pripada gradu Erkrathu i Mettmannu. Mjesto je steklo svjetsku slavu kroz otkriće fosilnih ostataka 1850. praljudi iz pleistocena, po kojim je neandertalac dobio naziv. 

## Vanjske poveznice
- LVR-LandesMuseum Bonn  Arhivirana inačica izvorne stranice od 25. siječnja 2010. (Wayback Machine) Muzej
- Neanderthal Museum